# Behrouz Ataei
Behrouz Ataei Nouri est un joueur iranien de volley-ball devenu entraîneur de volley-ball, né le 5 août 1970 à Amol.

## Palmarès

### Entraîneur

#### Kalleh Mazandaran
- Championnat masculin AVC des clubs (2)
- Vainqueur : 2013
- Troisième : 2012

- Championnat d'Iran (5)
- Vainqueur : 2011-12, 2012-13
- Deuxième : 2013-14
- Troisième : 2009-10, 2010-11